# Mitsubishi Galant
Mitsubishi Galant — среднеразмерный автомобиль, выпускавшийся автомобильной фирмой Mitsubishi Motors с 1969 по 2012 год. Название произошло от французского слова фр. Galant, что означает «рыцарский». Создано девять различных поколений этой модели, суммарные продажи в настоящее время превышают пять миллионов машин. Модель стартовала как компактный седан, однако со временем превратилась в средне-размерный автомобиль. Первоначально производство было основано в Японии, но с 1994 года на американском рынке стали продаваться автомобили, собранные на заводе, ранее принадлежавшем Diamond-Star Motors (DSM) в штате Иллинойс.

## История модели
В истории компании Mitsubishi автомобиль с именем Galant впервые появился в 1969 году. Так была названа одна из модификаций тогдашней модели Colt. Это был небольшой автомобиль классической компоновки, с полуторалитровым двигателем и зависимой рессорной задней подвеской.
Чуть позже на базе этого автомобиля сделали динамичное купе Colt Galant GTO, весьма высокотехнологичное по тем временам, с двухвальным двигателем и самоблокирующимся дифференциалом.
Colt Galant стал родоначальником целого семейства высококачественных и престижных автомобилей, которые впоследствии одержали многочисленные победы в раллийных соревнованиях и неоднократно получали призы «Автомобиль года» за высокие потребительские качества.
В целях участия в различного рода раллийных первенствах появилась модификация Mitsubishi Galant VR-4 RS — спортивная версия модели Galant, оснащавшийся рядным 2-литровым 4-цилиндровым бензиновым турбодвигателем 4G63T (на машинах выпуска до 1992 года). Все VR-4 имеют полный привод.

## Первое поколение
Первое поколение Галанта, изначально имевшего имя Colt Galant, появилось в декабре 1969 года. Было доступно 3 модификации автомобиля с двигателями 1,3 л (модель АI) и с двигателями 1,5 л (модели AII и AIII). Сначала предлагался только седан, в 1970 добавился 2-дверный хардтоп и универсал. Позднее появилось купе Colt Galant GTO с самоблокирующимся дифференциалом. Самая мощная версия MR оснащалась двухвальным двигателем G32B 1,6 л мощностью 100 л.с.
Второе купе — Colt Galant FTO — появилось в 1971. Автомобиль был оснащен двигателем G41B объёмом 1,4 л. В 1990-х автомобиль был возрожден под названием Mitsubishi FTO.

## Второе поколение (A112, A114, A115)

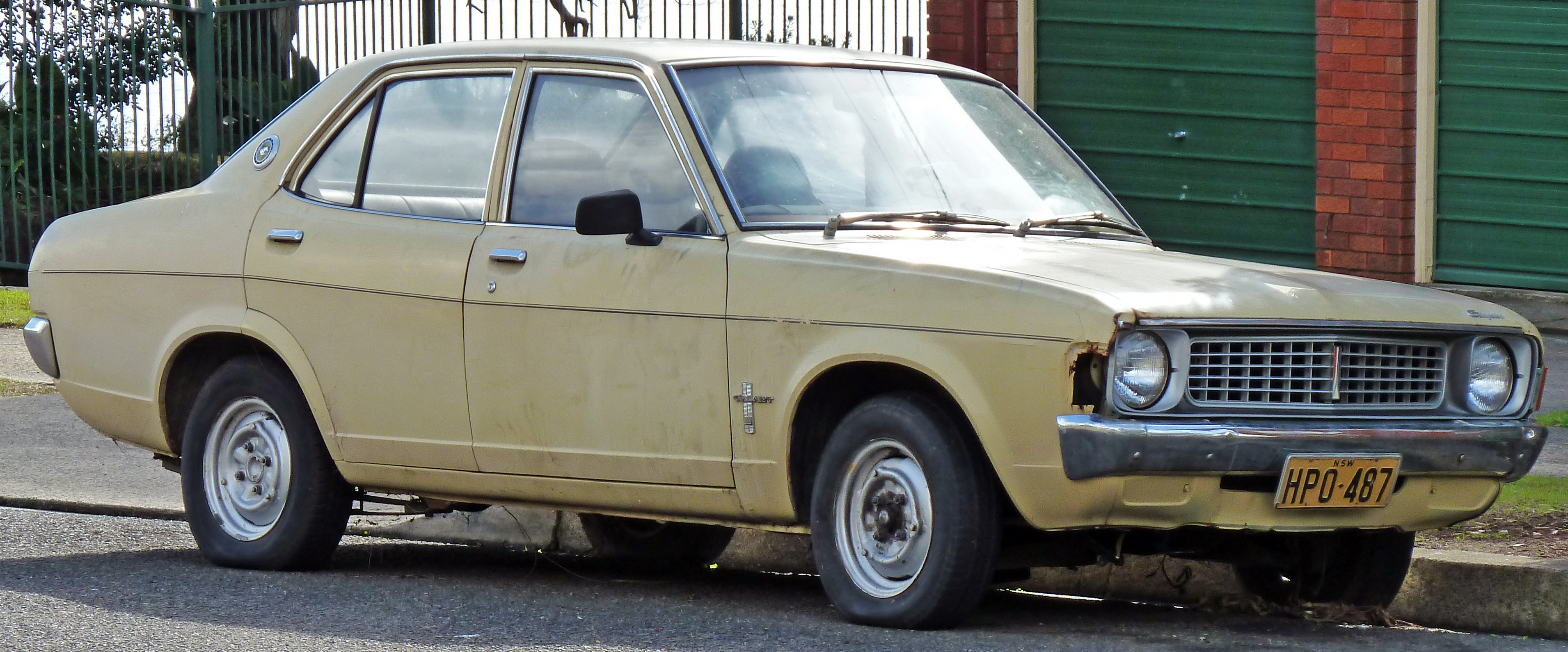
Седан Galant 1976 года

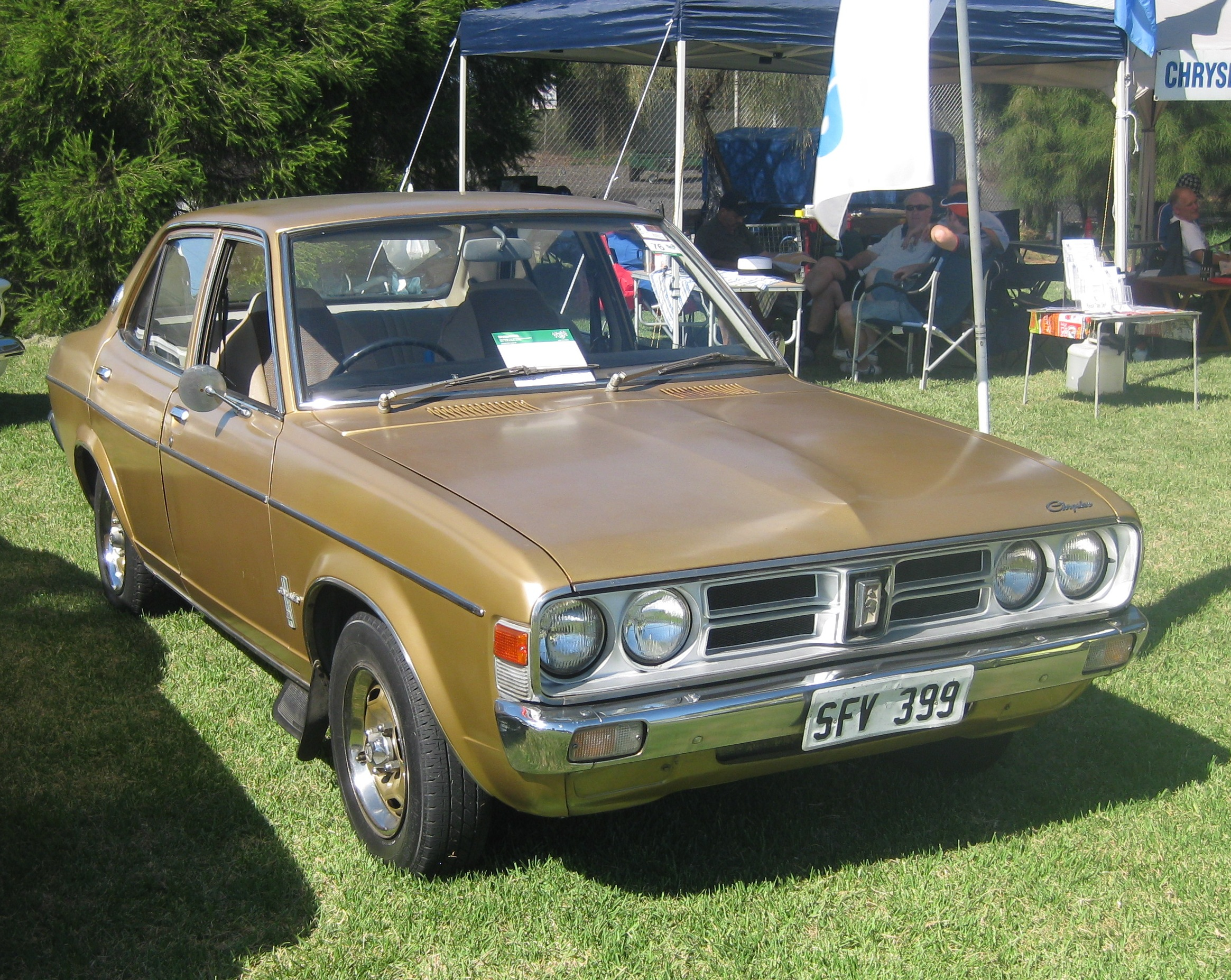
Седан Chrysler GD Galant (1976—1977, Австралия)

Второе поколение Mitsubishi Colt Galant серии A11* производилось с 1973 по 1976 года. Появившись 24 мая 1973 год (в продаже с 1 июня) на японском внутреннем рынке, второе поколение Galant стало широко экспортироваться. Он продавался компанией Chrysler в различных обличьях; как Dodge Colt в США, как Plymouth Colt и Plymouth Cricket в Канаде (с 1974 года), как Chrysler Valiant Galant и как Chrysler Galant в Австралии, и в Европе как Colt Galant. Трансмиссия была представлена четырёхступенчатой механической и пятиступенчатой для спортивных моделей. Трёхступенчатая автоматическая трансмиссия также была доступна. Малый двигатель 1600 был также доступен в версии «MCA-II» начиная с 1973 года, соответствующий японским стандартам выброса 1975 года. Эта версия была несколько менее мощной, с 97 л.с. (71 кВт) против 100-сильного (74 кВт) двигателя прошлой модели.
Новая модель Galant попала под влияние так называемого «Стиля бутылки Коки», и дополнил ряд двигателей Astron’ом, мощностью 125 л.с. при 2000 куб.см, в дополнение к двигателям Saturn. Во время второго поколения, первые двигатели Astron 80 появились на некоторых рынках, они использовали технологию Mitsubishi, названную «Silent Shaft» (бесшумный вал) снижающие вибрации и шум. Стиль автомобиля остался в духе первого поколения Colt Galant. Новые модели, появившиеся в линейке, включали GL-II, SL-5, GT и GS-II. Estate (A112V, продавался как коммерческий транспорт в Японии) был доступен только со 100-сильным двигателем 1600, в комплектациях Custom, GL, или SL-5 (с пяти-ступенчатой механикой).
В Новой Зеландии хардтоп, теперь с двигателем 1855 куб.см, собирался Todd Motors в городе Порируа. Todd Motors планировали собирать больше седанов и универсалов Galant Sigma с 1977 года, и они по-прежнему импортируют британские модели Avenger и Hunter.

## Третье поколение
В 1976 году увидел свет третье поколение Galant, также известное как Galant Sigma, в версии универсал Galant Estate Van/Colt Estate. В США автомобиль продавался под марками Dodge Colt, Plymouth, Chrysler. В Австралии машина производилась на заводе Chrysler в Clovelly Park под именем Chrysler Sigma. В 1977 году на базе третьего поколения появилось новое купе в кузове хардтоп для замены Galant GTO и для поддержания позиций компании в нише недорогих - стоимостью до 10000USD купе. Купе обладало чуть большей колесной базой чем у седана, другим по структуре кузовом и имело больше названий чем седан и универсал: Galant Λ (Lambda), Sapporo, Scorpion, Challenger. Купе на базе третьего поколения выпускалось с 1977 по 1982 год.
С этим поколением Mitsubishi ввела новые двигатели MCA-Jet с пониженным загрязнением окружающей среды.
Двигателя устанавливались 1.6 (G32B), 2.0 (G52B), 2.0 (G63B), 2.4 (G53B). Трансмиссия была доступна МКП-4, МКП-5, АКП-3.
Галант третьего поколения стал автомобилем года в Южной Африке 1977 года.
В 1981 году стал автомобилем года Новой Зеландии.

## Четвёртое поколение
В мае 1980 года состоялся дебют четвёртого поколения Galant. Автомобили предлагались с новыми двигателями семейства Sirius, впервые на пассажирских легковых автомобилях стали устанавливать дизельные двигатели. На бензиновые двигатели устанавливалась новая электронная система впрыска топлива.
С 1982 по 1983 года Австралийские Galant Sigma экспортировались в Великобританию под маркой Lonsdale, обходя ограничение квоты импорта, установленное японскими автопроизводителями. Однако автомобиль не был успешным, и в 1983 и 1984 годах был уже со значком Mitsubishi Sigma до окончания импорта.
Купе сохранило похожий внешний облик, но полностью было переработано вплоть до изменения кузовных панелей и перешло на агрегаты 4-го поколения. Продажи купе начались в конце 1981 года и продолжались вплоть до 1984. Из названий купе ушла модель Galant Lambda, чаще всего фигурирует название Sapporo.
Двигателя устанавливались 1.6 (G32B), 1.8 (G62B), 2.0 (G63B), 2.3 (4D55)-только на седан/универсал. Трансмиссия была доступна МКП-4, МКП-5, АКП-3 (та же что в третьем поколении но доработанная) с овердрайвом.

## Пятое поколение
Совершенно другой «Галант» появился в сентябре 1983 года. Автомобиль получил передний привод, подвеску с автоматическим поддержанием уровня кузова (ECS). Разделение на американский и европейский «Галанты» началось с этого поколения. Европейские предлагались с рядными четырёхцилиндровыми карбюраторными двигателями объёмом 1,6 и 2,0 литра, американский инжекторный 2,4 л., а также устанавливался дизельный двигатель объёмом 1,8 л. Кроме того были версии с 2,0 литра с турбомотором, а также для американского рынка 3.0л V6 Galant Sigma E19, ограниченной партией совместно с немецким тюнинг ателье AMG была выпущена "заряженная" версия.
В 1985 году автомобиль был удостоен немецкой награды Das Goldene Lenkrad (Золотой руль).
В 1985 году автомобиль получил полный привод, таких машин были выпущены единицы и часть из них выступала на ралли и в гонках.

## Шестое поколение
В октябре 1987 вышло следующее, шестое по счету, поколение Галанта. Это поколение завоевало награду Автомобиль года в Японии в 1987, а также модель GS стала импортным автомобилем года по версии американского журнала Motor Trend. Продажи в США начались в 1989 году вместе с Sigma. В 1989 году шестое поколение галантов стало выпускаться в кузове хетчбэк.
Шестое поколение имело несколько модификаций, которые отличались двигателем и приводом: E31 оснащался двигателем 4G32,объёмом 1,6 л с 8 клапанами и передним приводом; Е32 оснащался двигателем 4G37, объёмом 1,8 л с 8 клапанами и передним приводом; Е33 оснащался двигателем 4G63, объёмом 2 л с 8 или 16 клапанами и передним приводом; Е34 оснащался дизельным двигателем 4D65Т, объёмом 1,8 л и передним или полным приводом; Е35 оснащался двигателем 4G67, объёмом 1,8 л с 16 клапанами и передним приводом; Е37 оснащался двигателем 4G37, объёмом 1,8 л с 8 клапанами и полным приводом; Е38 оснащался двигателем 4G63, объёмом 2 л с 8 клапанами и полным приводом, 2WS; Е39 оснащался двигателем 4G63, объёмом 2 л с 16 клапанами и полным приводом, 4WS (также выпускалась версия с турбиной). Все модификации выпускались как в кузове седан, так и в кузове хетчбэк. В кузове E33 устанавливалась система пневмоподвески ECS.
Появилась «заряженная» полноприводная и полноуправляемая (задние колеса поворачивались на небольшой угол гидравлическим механизмом) модификация (кузов Е39) VR-4 с двигателем 4G63T объёмом 2,0 л (мощность)ю 210 л.с. на автомобилях с АКПП и 220 л.с. на автомобилях с МКПП, выпускавшиеся с 10. 1989 - 09.1990, а также мощностью 240 л.с. только на автомобилях с МКПП, выпускавшаяся с 10. 1990 - 04.1992). VR-4 успешно выступал на почти всех международных ралли в период с 1988 по 1992 года, после чего ему на смену пришёл Lancer Evolution.
В середине 1990 года свет увидела обновлённая модель. Слегка изменён внешний вид автомобиля: обновились передний и задний бамперы, хромированная радиаторная решетка заняла место чёрной, а нижние части крыльев и дверей одели в «листву» — широкие пластиковые декоративные накладки. Стал устанавливаться новый руль управления с четырьмя спицами, вместо трёх. Претерпели незначительные изменения некоторые узлы и агрегаты. В 1992 году задняя оптика (поворотники) стали бронзового цвета.
На базе этого поколения был создан Mitsubishi Eclipse.

## Седьмое поколение
Седьмое поколение дебютировало в мае 1992 года, в кузовах седан и 5-дверный лифтбэк (в Америке только седан). Хардтоп Mitsubishi Emeraude, предназначенный только для японского рынка, был запущен в производство в этом же году. Производство в США началось 24 мая 1993 года на заводах в городе Нормал, Иллинойс.
Это поколение отмечено существенными изменениями в дизайне подвески: двойные рычаги вместо стоек спереди и многорычажная сзади, что значительно улучшило комфортабельность авто.
Поскольку Mitsubishi Lancer теперь позиционировался «Мицубиси» как раллийный, модель седьмого поколения VR-4 стала не таким откровенно спортивным автомобилем. В ней компания отказалась от старого четырёхцилиндрового двигателя в пользу более плавного двух-литрового V6 Twin Turbo. Сохранились и полноприводные трансмиссии.
Производство в США началось 24 мая 1993 года, когда первое поколение Galant седьмого сошёл с конвейера в штате Иллинойс. В 1994 году незначительно повышен ОО версия была доступна с 160 л.с. (120 кВт) двигатель Twin Cam, параметрическое рулевое управление, задний Бар стабилизатора, и доступны ручная коробка передач.
Седьмое поколение Galant, также известное как Mitsubishi Eterna, легло в основу Proton Perdana.

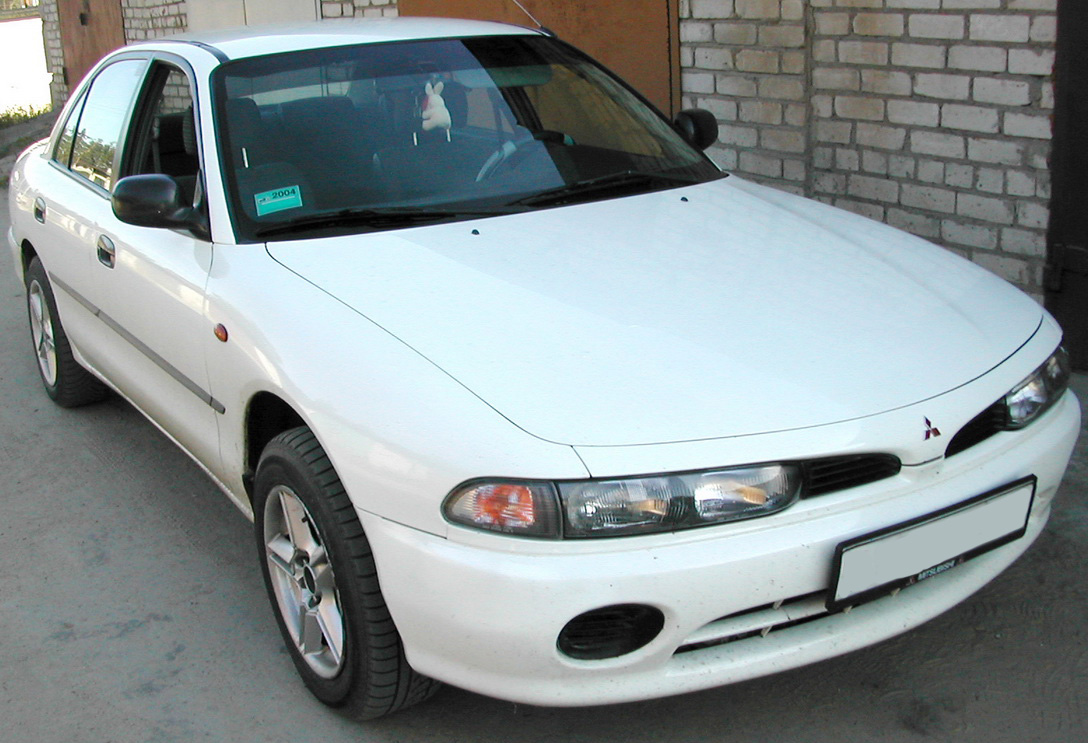
Galant GL 1995 года
Интерьер 7-го поколения

## Восьмое поколение
После слабых продаж 7-го поколения (по сравнению с 6-м) концерн пересмотрел дизайн нового поколения Галанта, так в августе 1996 года появился «Галант» в восьмом поколении, отличающийся хищным, спортивным дизайном, напоминающим о успешном 6-м поколении. Внешний облик и направление контуров деталей кузова снискали этой модели прозвище «акула». Предлагался в кузовах седан и универсал. В Японии универсал продавался под брендом Mitsubishi Legnum. Galant вновь завоевал титул автомобиль года в Японии 1996—1997 года. VR-4 версия оснащена 2,5 л двигателем V6 с двумя турбокомпрессорами, развивающим 280 л.с.
С 1996 года «Галанты» оснащались двигателями с системой непосредственного впрыска бензина GDI.
Компанией выделены четыре основных рынка сбыта данной модели: Япония, Европа, Азия (арабские страны) и Америка.
На внутренний рынок шли модели по комплектации аналогичные европейским. На европейский рынок поставлялись модели с двигателями от 2 до 2,5 литра, многорычажной подвеской и разнообразием салонной комплектации. Главное отличие «арабской» комплектации заключалось в системе питания двигателя — вместо инжекторной системы устанавливался карбюратор с электронным управлением. Особняком стояли модели для американского рынка. Они комплектовались иными двигателями, передняя подвеска была заменена на «Мак Ферсон», изменён дизайн торпедо и салона.
Старт продаж в США состоялся 7 июля 1998 года. Для рынка США предлагались две версии: с двигателем 4G64 (2,4л, 4l) мощностью 144л.с. и 6G72 (3.0л, V6) мощностью 195 л.с. Для рынка США двигатели на автомобили ставились без системы непосредственного впрыска бензина GDI.
В 2003 году были прекращены продажи восьмого поколения «Галанта» везде, кроме Японии и России (где Galant был доступен до января 2005 года). В Японии для внутреннего рынка (преимущественно для таксомоторных компаний) до 2006 года производился седан с 2,0 л GDI двигателем мощностью 145 л.с.

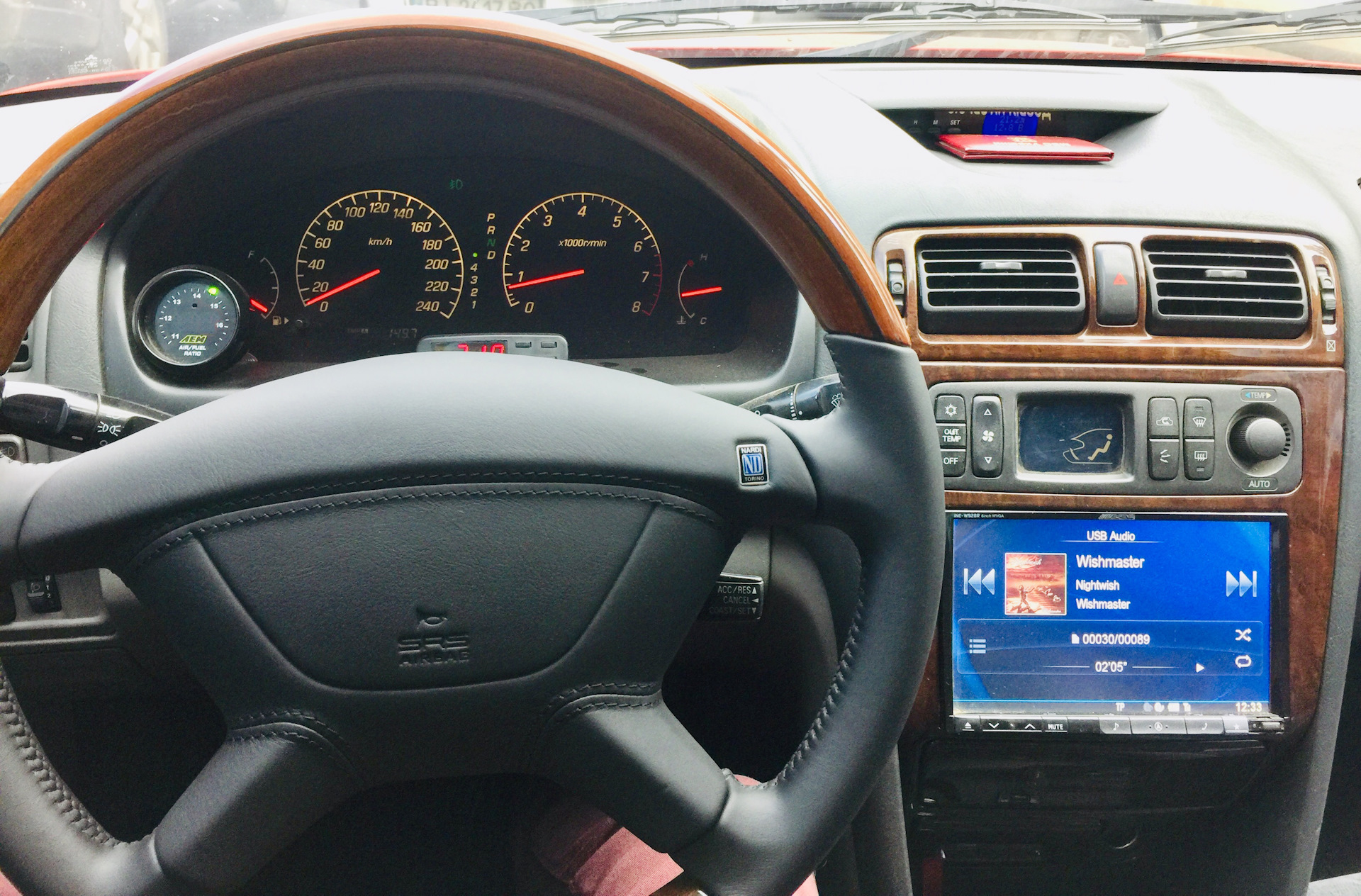
Комплектация с рулём Nardi Torino
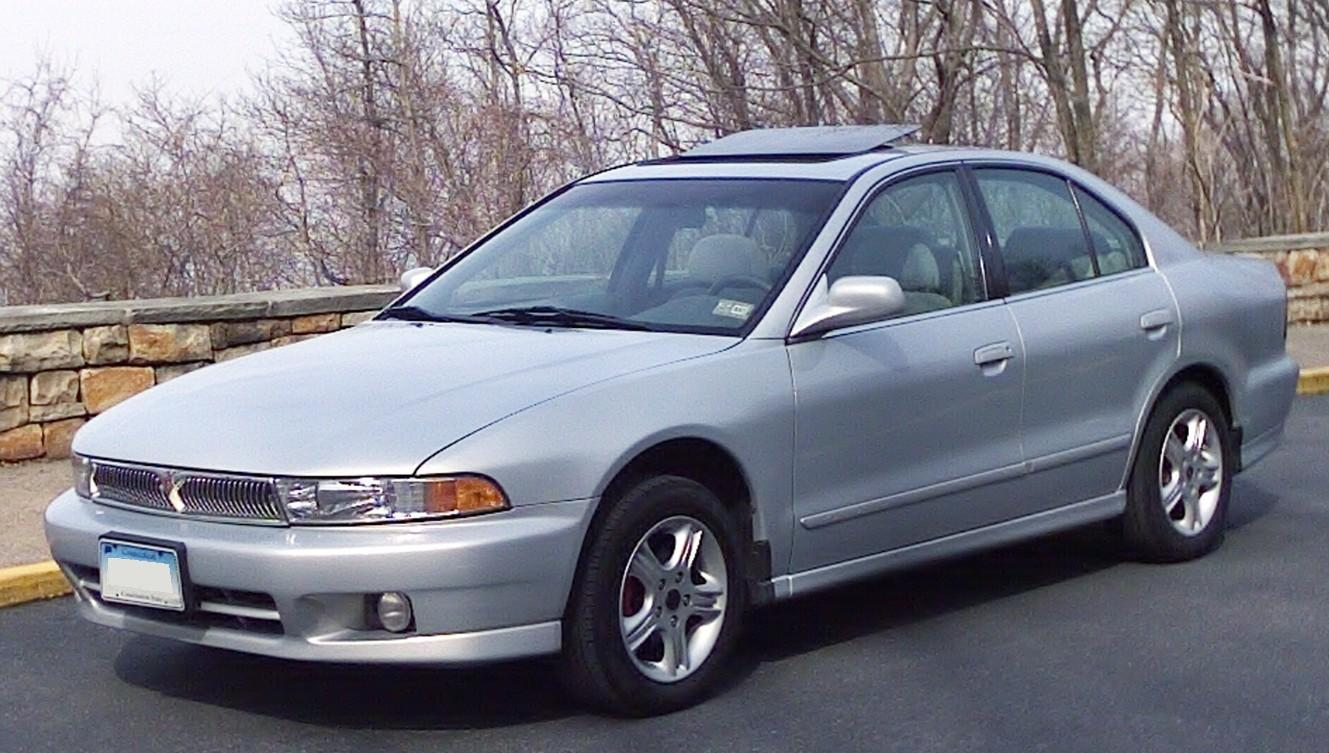
Версия для американского рынка

## Девятое поколение
Девятое поколение появилось с октября 2003 года. Автомобиль построен на платформе PS («Проект Америка»). «Галант» в этом поколении предлагается только в кузове седан.
Версии DE и ES оснащаются рядными 4-цилиндровыми двигателями мощностью 152 л.с., GTS — 232 сильной V-образной «шестеркой», а самая мощная версия Ralliart — 3,8 л 261 л.с. V6. В Россию поставляется автомобили только с двигателем 2,4 л 4G69.
С декабря 2004 Mitsubishi собирает и продает в Тайване версию девятого поколения Galant с уникальным передком — Galant Grunder (теперь известен просто как Grunder). Кроме того, эта модель продавалась на Филиппинах и в Китае под именем Galant 240M с использованием 2,4 л двигателя MIVEC.
В связи с невысоким спросом на девятое поколение, Осаму Масуко (Президент Mitsubishi Motors) принял решение о снижении объёмов производства Галантов в пользу других моделей, таких как Lancer и Outlander. В 2012 году автомобиль был снят с производства без замены.

## Ребеджинговые Mitsubishi Galant
В Японии под именем Mitsubishi Galant Fortis предлагался Mitsubishi Lancer 10-го поколения.
С 2015 года по 2017 под именем Mitsubishi Galant в Брунее продавался хетчбэк Mitsubishi Lancer Sportback.